# 요미우리 랜드 마에역
요미우리랜드마에역(일본어: 読売ランド前駅→요미우리랜드앞역)은 일본 가나가와현 가와사키시 다마구에 위치한 오다큐 전철 오다와라선의 역이다. 역 번호는 OH 21이다.

## 역 구조
상대식 승강장 2면 2선의 지상역이다. 상하행선 승강장을 연결하는 과선교가 있으며, 엘리베이터도 설치되어 있다. 대합실은 각 플랫폼에 설치되어 있다.
역 출입구는 하행 승강장 측에 있다. 상행 승강장에는 무인 개찰구가 있다. 출발지에서 오전 7시까지 하행 승강장 측의 개찰구도 역원의 배치가 된다.

### 타는 곳
| 번호 | 노선       | 방향 | 행선                               |
| ---- | ---------- | ---- | ---------------------------------- |
| 1    | 오다와라선 | 하행 | 오다와라·가타세에노시마 방면       |
| 2    | 오다와라선 | 상행 | 신주쿠· 지요다선· 조반 완행선 방면 |

- 2013년 2월 7일, 행선지 안내기가 설치되었다[1].

## 역 주변
오다큐 측의 요미우리랜드 근처역이지만, 요미우리랜드와는 약 1km로 역 부근에서 연결되는 노선 버스가 있다. 요미우리랜드에 대한 액세스는 게이오 사가미하라선의 게이오요미우리랜드역 쪽이 가깝다.
- 일본여자대학 니시이쿠타 캠퍼스
- 일본여자대학 부속 중·고등학교
- 데라오다이 단지
- 가와사키 이쿠타 우체국
- Odakyu OX 요미우리랜드점
- 다마 자연 산책길

## 역사
- 1927년 4월 1일: "니시이쿠타역"으로 영업 개시. "직통" 정차역이 됨. 또한, 각역 정차는 신주쿠 ~ 이나다노보리토역(현, 무코가오카유엔역) 구간만 운행하고, 당역까지의 운행은 없었음.
- 1937년 9월 1일: 오다와라역 행 "직통" 정차역이 됨(가타세에노시마 방향의 "직통"은 통과).
- 1945년 6월: 과거에 신주쿠 ~ 이나다노보리토역 구간만을 운행의 각역 정차가 전 노선에서 운행하게 되어 각역정차의 정차역이 됨과 동시에 "직통"는 폐지됨.
- 1946년 10월 1일: 준급이 설정되어 정차역이 됨.
- 1948년 9월: "사쿠라준급"이 설정되어 정차역이 됨.
- 1960년 3월 25일: 통근준급이 설정되어 정차역이 됨.
- 1964년
  - 3월 1일: 역 근처에 요미우리랜드가 개장하면서 역 이름을 "요미우리랜드마에역"으로 역명 변경.
  - 11월 5일: 쾌속준급이 설정되고 휴일에만 정차하는 역(요미우리랜드 방문객을 위한 임시정차)이 됨.
- 1978년 3월 31일: 유리가오카역, 요미우리랜드앞역, 이쿠타역을 통과하고 통칭 "스킵준급"(정식 명칭이 아님)이 설정되어 해당 열차 준급에 한 통과역이 됨.
- 1990년 3월 27일: 통칭 "스킵준급"이 폐지되고 준급 전 열차가 정차하게 됨.
- 1995년 8월 27일: 새로운 역사 완성 및 공용 개시.
- 2004년 12월 11일: 구간준급이 설정되어 정차역이 됨.

## 사진

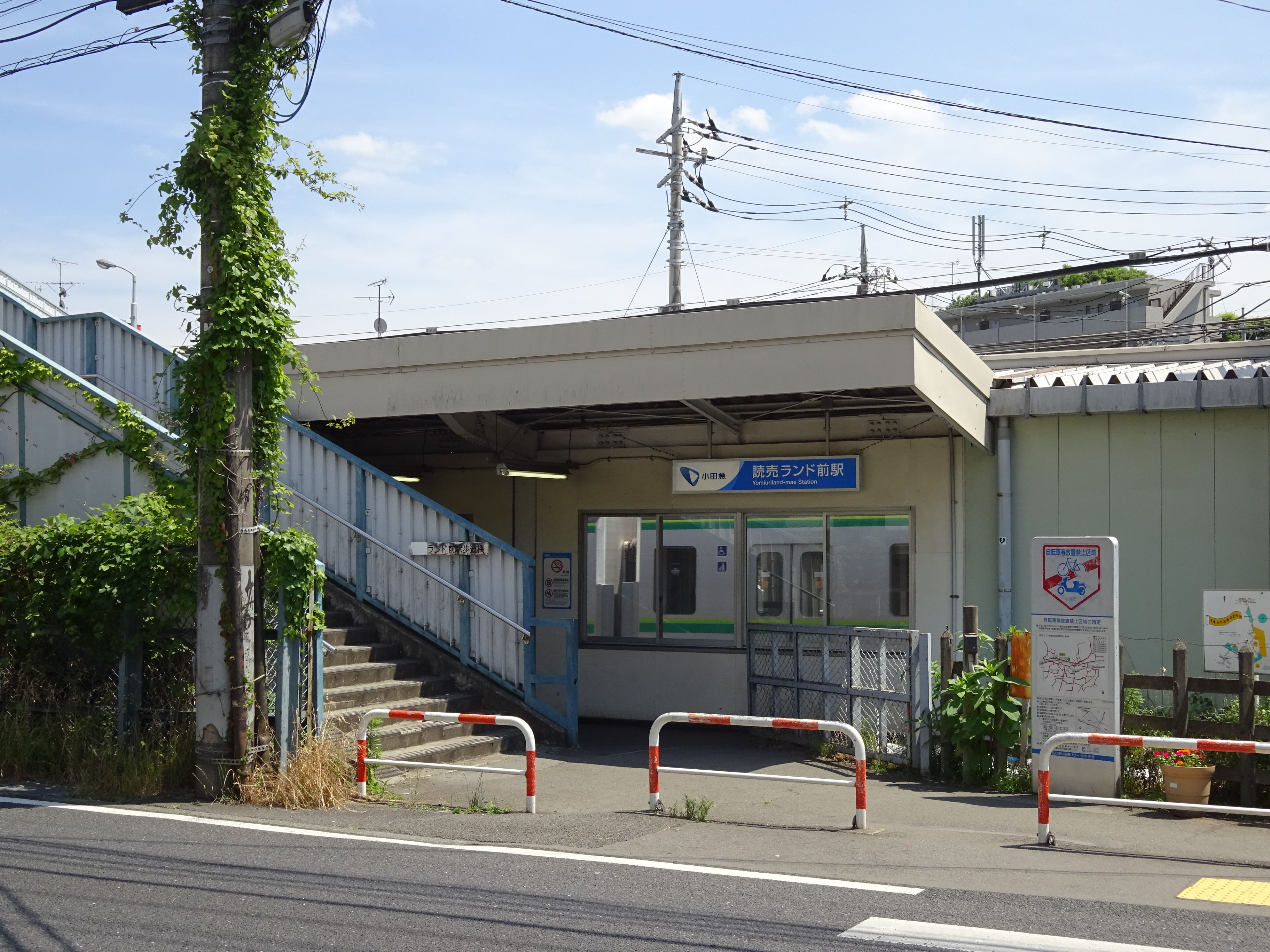
북쪽 출입구
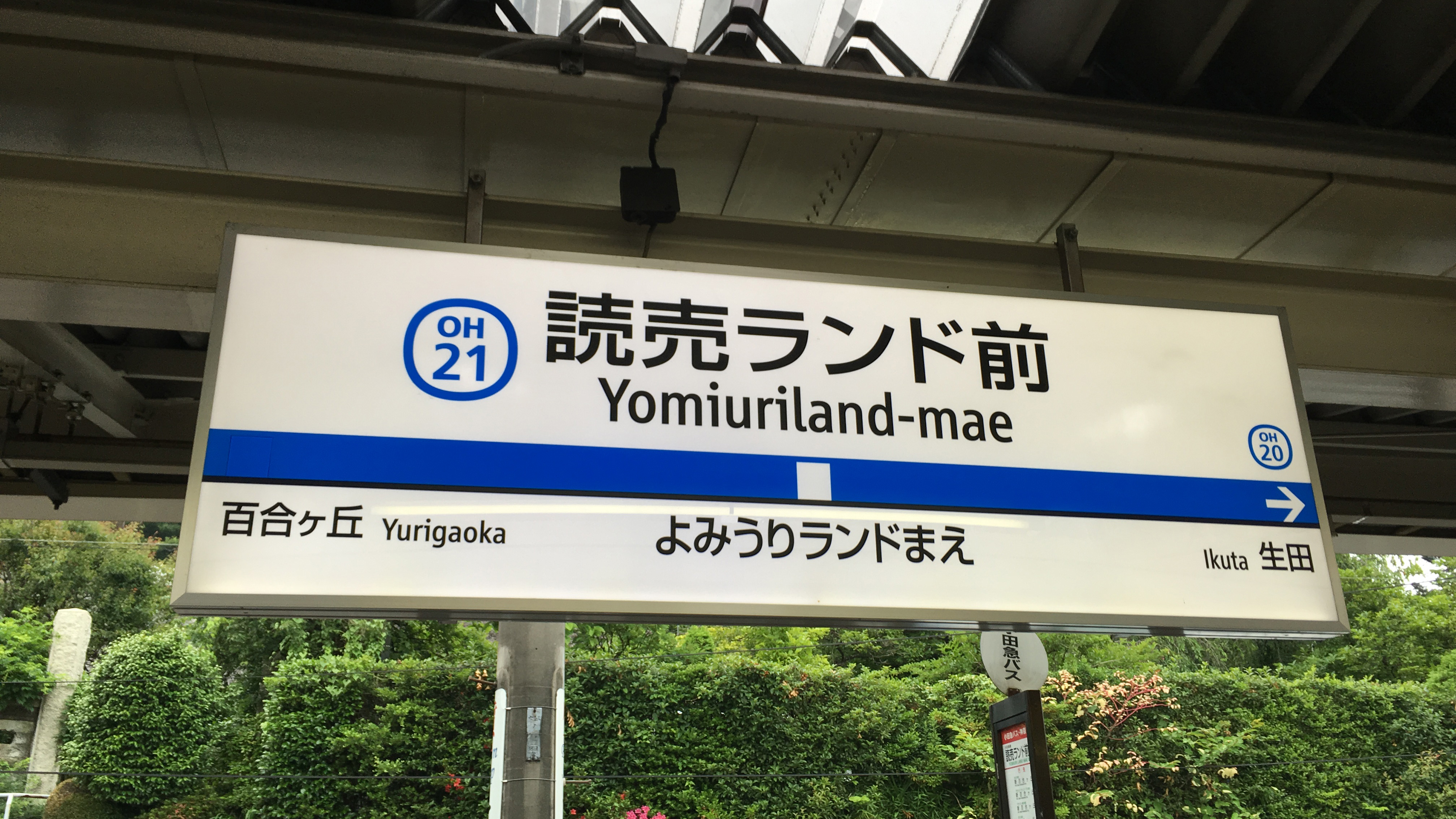
역명판

## 인접역
| 오다큐 오다와라선        | 오다큐 오다와라선            | 오다큐 오다와라선                       |
| ------------------------ | ---------------------------- | --------------------------------------- |
| (무정차통과)             | ■ 쾌속급행 □ 통급급행 ■ 급행 | (무정차통과)                            |
| OH 20 이쿠타 아야세 방면 | □ 통근준급                   | 유리가오카 OH 22 (하행 열차 없음)       |
| OH 20 이쿠타 아야세 방면 | ■ 준급                       | 유리가오카 OH 22 오다와라 방면          |
| OH 20 이쿠타 신주쿠 방면 | ■ 각역정차                   | 유리가오카 OH 22 후지사와·오다와라 방면 |